# Злокачественный нейролептический синдром
Злокачественный нейролептический синдром (ЗНС) — сравнительно редкое, но опасное для жизни расстройство, связанное с приёмом психотропных препаратов, преимущественно антипсихотиков (нейролептиков). ЗНС наблюдается не только в психиатрической практике, он может встречаться также у пациентов с любой патологией и у здоровых лиц в случаях назначения им нейролептиков.
Кроме того, ЗНС может наблюдаться и при назначении других дофаминугнетающих препаратов (в общем смысле дофаминолитиков) или при прерывании приёма агонистов дофамина (дофаминомиметиков), причём в последнем случае, по мнению некоторых авторов, следует говорить не об истинном злокачественном нейролептическом синдроме, а о ЗНС-подобном синдроме:10. Помимо нейролептиков, ЗНС может возникать вследствие приёма таких средств, как метоклопрамид, дезипрамин, дотиепин, литий, фенелзин, тетрабеназин, резерпин, амоксапин, флуоксетин, кокаин, амфетамин.
Расстройство было впервые описано J. Delay и соавторами в 1960 году у пациентов, получавших галоперидол, хотя сходные наблюдения встречались и ранее — примерно с 1956 г., почти сразу после введения антипсихотиков в клиническую практику.

## Факторы риска
Практически все нейролептики, включая и атипичные, могут быть причиной ЗНС, но наиболее часто в качестве причин ЗНС упоминаются галоперидол, флуфеназин (модитен) и хлорпромазин (аминазин).

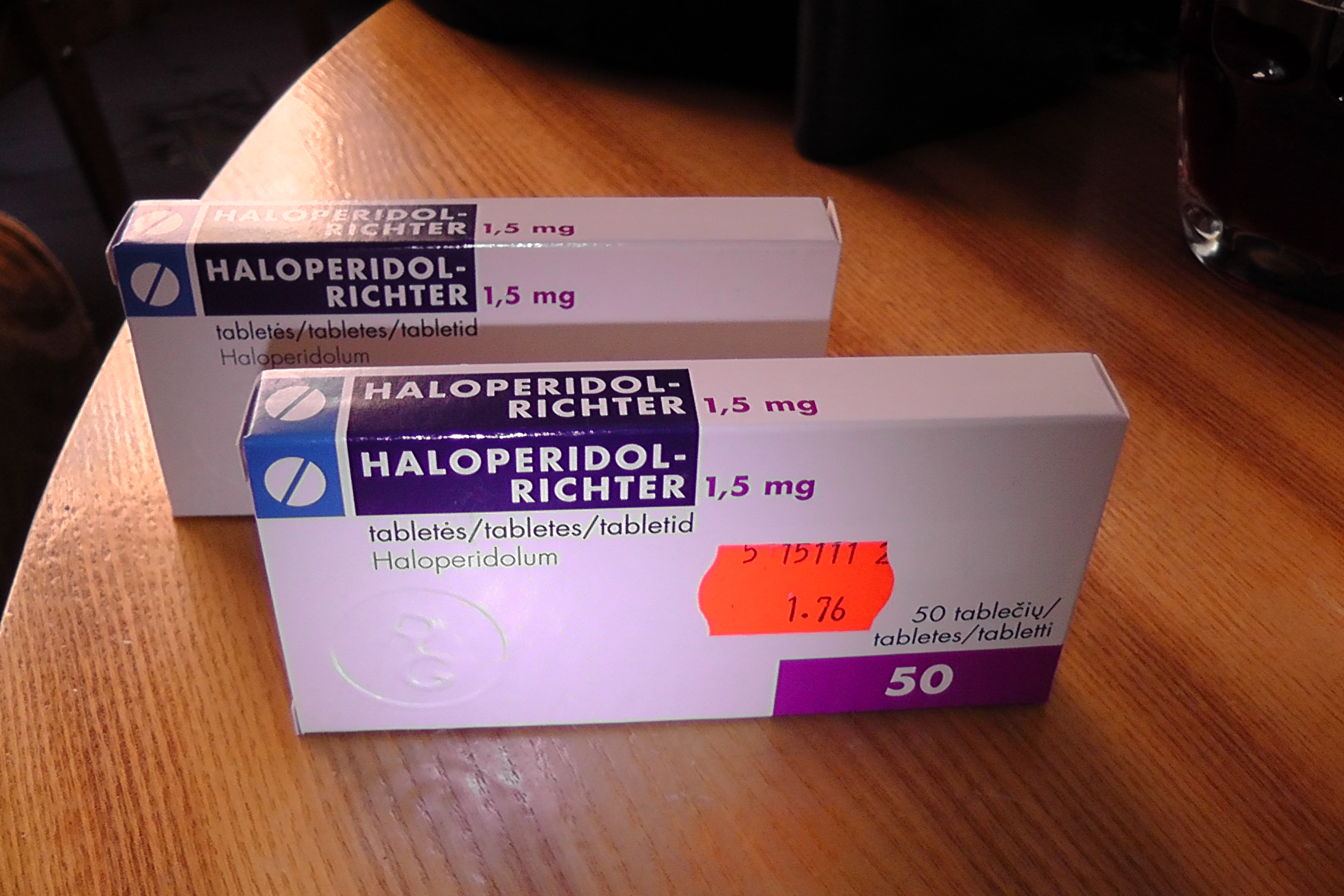
Галоперидол — препарат, вызывающий ЗНС чаще, чем подавляющее большинство других антипсихотиков

К внешним факторам риска, в том числе связанным с параметрами антипсихотической терапии, относятся:
- высокие дозы нейролептиков, особенно стартовые[3]
- быстрое повышение нейролептической нагрузки (дозы антипсихотика)[3]
- изначальное использование высокопотентного препарата или переход на него[3]
- применение препаратов пролонгированного действия[3]
- внутримышечное введение препаратов[3]
- совместное использование предрасполагающих лекарственных средств, как, например, литий, антихолинергические препараты, некоторые антидепрессанты[3], кларитромицин[9]
- отмена антипаркинсонических препаратов[3]
- электросудорожная терапия в анамнезе[3]
- недостаточный контроль над нейролептическими экстрапирамидными симптомами
- высокая температура и влажность окружающей среды[3]

Факторы, связанные с физиологическим состоянием пациентов:
- обезвоживание организма[3] (важнейшее условие развития ЗНС, подчёркиваемое практически всеми авторами[5]:14)
- физическое истощение, в том числе алиментарное[3]
- алкоголизм[3]
- дефицит железа[3]
- органические заболевания головного мозга с мозговой недостаточностью, такие как умственная отсталость, посттравматическая энцефалопатия, стойкие экстрапирамидные расстройства, деменция (в том числе в исходе ВИЧ-инфекции), особенно деменция с тельцами Леви[3]
- органические поражения в прошлом — родовая травма, асфиксия, черепно-мозговая травма, инфекционные заболевания ЦНС, токсикозы беременности у матери и др.[10]
- эпизоды ЗНС в анамнезе[3], а также наличие в анамнезе других побочных эффектов нейролептической терапии[4]
- кататония в анамнезе[3]
- аллергические реакции в анамнезе[10]
- психомоторное возбуждение[3]
- послеродовой период[3]
- интеркуррентная инфекция[11]
- нарушения водно-электролитного баланса[11]
- дисфункция щитовидной железы[11]
- гиперергический фон с нейровегетативными и аллергическими реакциями[4]

Кроме того, к факторам риска некоторые исследователи относят состояние спутанности и делирий, диагноз «аффективный психоз», мужской пол, пожилой возраст. Другие исследователи отмечают, что данное осложнение чаще всего поражает людей молодого и среднего возраста — от 20 до 40 (или до 50) лет. Некоторые авторы говорят об асимметричном двухполюсном распределении случаев ЗНС по возрасту пациентов: первый пик приходится на период 20—40 лет, второй — на лиц старше 70 лет.
Злокачественный нейролептический синдром может развиться в любые сроки после начала лечения или увеличения дозы антипсихотика (от нескольких часов до дней, месяцев и лет), однако более характерно появление синдрома в течение первых 24—72 часов. В 2/3 случаев ЗНС развивается в первую неделю лечения, и в подавляющем большинстве случаев его возникновение относится к первым 14 или, по данным других авторов, к первым 30 дням от начала терапии. ЗНС может также возникать после резкого прекращения приёма нейролептика на фоне синдрома отмены.

## Распространённость
Данные о частоте ЗНС среди пациентов, получавших антипсихотики, противоречивы. Большинство авторов определяют её в пределах 0,02—3,23%.
Имеются указания, что применение высокопотентных нейролептиков вызывает ЗНС у 0,5—3,2% пациентов, а низкопотентные препараты вызывают это осложнение гораздо реже — более чем в 2 раза, в 0,02—1,4% случаев.
В течение 1990-х — 2000-х годов отмечалось значительное снижение частоты злокачественного нейролептического синдрома — до 0,07—0,2% и даже до 0,01—0,02%, что связывают с сокращением применения в ряде стран типичных антипсихотиков и с лучшей осведомленностью врачей об этой патологии.
У мужчин ЗНС встречается в 2 раза чаще, чем у женщин. Причина этого факта не вполне ясна; возможно, он обусловлен тем, что мужчины чаще принимают нейролептики:11.

## Патогенез
Патогенез не вполне ясен, однако рассматриваются главным образом две гипотезы: 1) нарушения обмена дофамина в ЦНС; 2) периферический эффект нейролептиков — воздействие их на скелетные мышцы.
Согласно первой, наиболее распространённой гипотезе, блокада нейролептиками центральных дофаминергических рецепторов (главным образом D2-рецепторов) в стриатуме и гипоталамусе обусловливает мышечную ригидность, являющуюся основой повышения температуры и гиперметаболизма. Снижение дофамина также регулирует серотонинергические структуры в стриатуме и гипоталамусе, отвечающие за процессы терморегуляции. Кроме того, предполагается, что нейролептики вызывают блокаду диэнцефальноспинальной системы и что это приводит к растормаживанию сегментарных нейронов симпатической нервной системы и развитию тахикардии, тахипноэ, артериальной гипертензии.
Согласно другой гипотезе, причиной мышечной ригидности и последующего повышения температуры является периферическая дофаминовая блокада, вызывающая усиленное сокращение скелетных мышц вследствие генетической предрасположенности, обусловленное комплексом изменений, таких как усиление обмена кальция в мышечной ткани из-за повышенного его поступления через активированные кальциевые каналы и/или высвобождения из саркоплазматического ретикулума; расстройство митохондриальной оксидации; активация кальмодулина; сдвиги в обмене глюкозы и холестерина. Этот процесс также похож на патофизиологические механизмы развития злокачественной гипертермии и раскрывает генез рабдомиолиза при злокачественном нейролептическом синдроме. Установлено и прямое токсическое воздействие нейролептиков на ткань скелетной мускулатуры, вызывающее её ригидность.
Некоторыми авторами также отмечается, что в патогенезе ЗНС играют значительную роль иммунологические нарушения и повышение проницаемости гематоэнцефалического барьера, которые приводят к нейросенсибилизации организма, последующему аутоиммунному поражению ЦНС и висцеральных органов. Возникающие на определённом этапе течения злокачественного нейролептического синдрома нарушения гомеостаза, особенно водно-электролитного баланса, представляют собой одну из причин возникновения тяжёлых нарушений гемодинамики, глубоких расстройств сознания и смертельного исхода.

## Клиническая картина
Характеризуется нарушениями со стороны неврологической, психической и соматической сферы. Основные клинические проявления ЗНС: мышечная ригидность, лихорадка (гипертермия), вегетативные сдвиги, психические нарушения. Обычно первыми возникают экстрапирамидные неврологические расстройства и кататонические проявления.
Как правило, симптоматика злокачественного нейролептического синдрома продолжается в среднем до 7—14 дней, но может растягиваться и на период до 30 дней. При использовании препаратов-пролонгов продолжительность данного состояния увеличивается в два раза.

### Мышечная ригидность и другие неврологические проявления
Прогрессирующая мышечная ригидность — один из наиболее существенных признаков ЗНС. Она, а также другие экстрапирамидные нарушения наблюдаются при злокачественном нейролептическом синдроме у 97% больных. Это первый и ранний симптом заболевания, у большинства пациентов предшествующий повышению температуры, хотя иногда выраженность обоих симптомов нарастает одновременно.
Степень выраженности мышечной ригидности разная — от гипертонуса мышц до симптома «свинцовой трубы», когда наблюдается крайняя резистентность к пассивным движениям. Если злокачественный нейролептический синдром обусловлен применением атипичных нейролептиков, экстрапирамидная симптоматика, в том числе мышечная ригидность, выражена слабее, может отсутствовать в начале приступа или не развиваться вообще.
Кроме того, при ЗНС могут наблюдаться следующие экстрапирамидные расстройства: бради- и акинезия, симптом «зубчатого колеса», миоклонус, тремор, хорея, опистотонус, дизартрия, афония, дисфагия, акатизия, дистония (тризм, блефароспазм, окулогирный криз), эпилептиформные припадки, гиперрефлексия, клонус стоп, нистагм и опсоклонус, дискоординация. Из-за шаркающей семенящей походки в некоторых случаях возникают трудности при ходьбе. Неврологические последствия иногда остаются на месяцы и годы после выздоровления от злокачественного нейролептического синдрома.
Прямым следствием мышечной ригидности является повышение температуры тела.

### Гипертермия
Второй из основных признаков ЗНС, наблюдается у 95—98% пациентов (по другим данным – 34%). Характерен неправильный тип лихорадки, часто с инверсией температурной кривой, когда утренняя температура выше вечерней:19.
Температура чаще всего фебрильная: 38,5—42°С. Описаны редкие случаи атипичного злокачественного нейролептического синдрома с незначительным подъёмом температуры или даже без него.

### Вегетативные сдвиги
Соматические нарушения при злокачественном нейролептическом синдроме, обусловленные дисфункцией вегетативной нервной системы, многообразны: тахикардия и другие сердечные дизритмии, лабильность артериального давления (повышение систолического давления на начальных этапах заболевания и его снижение вплоть до коллапса при утяжелении состояния), тахипноэ, бледность кожи, потливость, слюнотечение, недержание мочи, задержка мочи. При тахикардии нередко наблюдается пульс-температурная диссоциация, когда выраженность тахикардии не соответствует уровню лихорадки. Важный признак ЗНС — симптомы обезвоживания: сухость слизистых оболочек, впалые глаза, пониженный тургор кожи, обложенный язык:20.

### Психические нарушения
Психические сдвиги при ЗНС встречаются в 97% случаев и весьма разнообразны: от тревоги, спутанности, возбуждения или делирия до онейроидного помрачения сознания (сменяющегося по мере утяжеления состояния пациента аменцией, оглушением, сопором и комой), тяжёлой кататонии (кататонический ступор с мутизмом, активным негативизмом, явлениями каталепсии, который может сменяться кататоническим возбуждением с импульсивностью, двигательными и речевыми стереотипиями). Часто наблюдаются колебания уровня нарушения сознания. Помрачение сознания с мутизмом, развивающееся при ЗНС, нередко напоминает фебрильную шизофрению.
Кататоническая симптоматика — одно из первых проявлений злокачественного нейролептического синдрома, возникающее наряду с неврологической. Её выраженность в процессе развития ЗНС нарастает и вскоре перекрывает экстрапирамидные нарушения, доминируя в психическом статусе больных.
Сложность нередко представляет проведение дифференциального диагноза между психическими проявлениями основного заболевания, по поводу которого проводилась нейролептическая терапия, и нарушениями, обусловленными развитием ЗНС.

### Буллёзный дерматит
Некоторые из российских авторов рассматривают в качестве прогностически неблагоприятного фактора при ЗНС присоединение буллёзного дерматита, для которого характерно возникновение пузырей различной величины, наполненных серозно-геморрагическим содержимым, в местах, подвергающихся сдавлению: пятки, ягодицы, коленные и локтевые суставы. Пузыри обычно возникают через несколько дней от момента повышения температуры:27 и быстро лопаются, под их поверхностью определяются глубокие трофические язвы. Развиваются обширные глубокие некрозы кожи, подкожной клетчатки, мышц; могут также развиться инфекционно-септические осложнения, острая почечная недостаточность, вызванная интоксикацией, поражения других внутренних органов:27—28.
Возможность развития буллёзного дерматита при ЗНС составляет 10—15% (по другим данным — 30—50%). Он чаще всего возникает у женщин в возрасте от 35 до 50 лет, при применении главным образом аминазина, реже — других антипсихотиков. Предрасполагающие факторы к развитию буллёзного дерматита — наличие в анамнезе аутоиммунных и аллергических заболеваний, признаков органической недостаточности ЦНС:27.
Другими авторами буллёзный дерматит рассматривается как самостоятельное тяжёлое осложнение терапии антипсихотиками не в рамках злокачественного нейролептического синдрома. В цитируемых зарубежных источниках практически отсутствуют упоминания о кожных токсико-аллергических реакциях, осложняющих течение ЗНС, большое внимание которым уделено в российских источниках:29.

## Лабораторные данные
Лабораторные данные имеют большое значение для правильной диагностики данного синдрома. У больных ЗНС отмечаются: 
- лейкоцитоз в анализах крови у 98% пациентов[3] — общее количество лейкоцитов повышается до 15 000—30 000 со значительным сдвигом лейкоцитарной формулы влево примерно в 40% случаев[7]
- лимфопения[10]
- повышение СОЭ[10]
- повышение в сыворотке крови уровня креатинфосфокиназы (КФК) у 98% пациентов (однако данное нарушение само по себе ещё не является абсолютным признаком заболевания: оно встречается у 70% лиц, принимавших антипсихотики, при наличии у них гипертермии вследствие инфекционных процессов, и у 30% больных лекарственной болезнью, не принимавших антипсихотики; может наблюдаться также при массивных внутримышечных инъекциях и длительной обездвиженности пациентов при их принудительной фиксации)[3]
- нарушения электролитного баланса: гипер- или гипонатриемия, снижение уровня калия, кальция, магния[3]
- метаболический ацидоз у 75% больных[3]
- часто — повышение уровня трансаминаз (аспартатаминотрансферазы и аланинаминотрансферазы), лактатдегидрогеназы, альдолазы и молочной кислоты[3]
- азотемия, обусловленная рабдомиолизом, сопровождаемая миоглобинурией при отсутствии эритроцитов, за счет чего моча имеет тёмный цвет[3]
- в ряде исследований при ЗНС найдено снижение уровня сывороточного железа[3]
- иногда — признаки коагулопатии[3]

## Варианты течения ЗНС
Течение и исход ЗНС в значительной мере зависят от того, насколько быстро он был диагностирован, насколько быстро были отменены нейролептики и назначена поддерживающая терапия, а также от присоединившихся соматических осложнений инфекционно-воспалительного генеза (пневмонии, пиелонефрита и др.).
Для лёгкого варианта течения ЗНС характерны следующие признаки: подъём температуры до субфебрильных цифр, умеренные соматовегетативные нарушения (тахикардия до 100 ударов в 1 мин, колебание артериального давления в пределах 150/90—110/70 мм рт.ст.), повышение СОЭ до 18—30 мм/ч, нормальное или несколько пониженное количество лимфоцитов (от 15 до 19%), аффективно-бредовая или онейроидно-кататоническая симптоматика.
Для течения ЗНС средней тяжести характерны повышение температуры тела до 38—39°С, выраженные соматовегетативные нарушения (одышка с тахикардией до 120 ударов в 1 мин), существенные сдвиги в лабораторных показателях (повышение СОЭ до 35—50 мм/ч, лейкоцитоз до 10×109/л, снижение количества лимфоцитов до 10—15%). Отмечается умеренно выраженная гиповолемия и гипокалиемия, повышение уровня трансаминаз и креатинфосфокиназы в плазме крови. Психопатологически этот тип течения проявляется расстройствами сознания онейроидного и аментивноподобного уровня. Кататоническая симптоматика представлена ступором с негативизмом или оцепенением, в вечернее время появляются эпизоды возбуждения с импульсивностью, речевыми и двигательными стереотипиями.
При тяжёлом течении расстройства на фоне гипертермии, которая может достигать гиперпиректических цифр, происходит усиление соматовегетативных нарушений (тахикардия достигает 120—140 ударов в 1 мин, одышка до 30 дыханий в 1 мин), нарастают водно-электролитные нарушения, усиливаются гемодинамические расстройства, максимальные сдвиги обнаруживаются в лабораторных показателях (повышение СОЭ до 40—70 мм/ч, лейкоцитоз до 12×109/л, понижение количества лимфоцитов до 3—10%, значительное повышение уровня аланиновой и аспарагиновой трансаминаз, креатинфосфокиназы в плазме крови). Помрачение сознания может достигать аментивного, сопорозного и коматозного уровней; ступор с оцепенением и негативизмом сменяется нецеленаправленным, ограниченным пределами постели, хаотическим возбуждением или вялым ступором с понижением мышечного тонуса, а в крайне тяжёлых случаях — полной обездвиженностью с арефлексией.
Все эти три условно выделяемые варианта течения ЗНС представляют собой этапы развития данного расстройства; развитие может остановиться на любом из этих этапов в зависимости от прогностически неблагоприятных факторов, адекватности проводимой терапии, присоединения соматических заболеваний.

## Осложнения и причины смерти
Наиболее опасны следующие осложнения злокачественного нейролептического синдрома:
- рабдомиолиз[3]
- острая почечная недостаточность[3]
- острая дыхательная недостаточность: лёгочная эмболия, аспирационная пневмония, отёк лёгких, респираторный дистресс-синдром взрослых (шоковое лёгкое)[3]
- сердечная патология: аритмии, острый инфаркт миокарда, внезапная остановка сердца[3]
- эпилептиформные припадки[3]
- ДВС-синдром[3]
- инфекционные осложнения: колибациллярный фасциит, сепсис, мочевые инфекции[3]
- печёночная недостаточность[3]
- ухудшение психического состояния после отмены нейролептиков[3]
- церебральная нейрональная дегенерация[3]
- полиорганная недостаточность[5]:24
- генерализованная аллергическая реакция, проявляющаяся возникновением тяжёлого буллёзного дерматита[4], а также инфекционно-септических осложнений, тяжёлых поражений внутренних органов[5]:28—29

Рабдомиолиз является прямым следствием тяжёлой мышечной ригидности, также его возникновению способствует дегидратация, обусловленная обездвиженностью больных вследствие психических нарушений и связанными с таким состоянием трудностями приёма пищи. Он обуславливает возникновение острой почечной недостаточности, которая наблюдается при ЗНС у 50% пациентов и очень часто приводит к летальному исходу.
Причиной острой дыхательной недостаточности нередко служит лёгочная эмболия, составляющая около 25% всех случаев смерти от злокачественного нейролептического синдрома. В основе лёгочной эмболии, возникающей при данном синдроме, лежат гипертермия и связанное с ней обезвоживание организма, а также обездвиженность пациентов вследствие кататонического ступора или их длительной фиксации при возбуждении.
Другой частой причиной дыхательной недостаточности является аспирационная пневмония, возникновение которой связано с нарушениями психической сферы, угнетением кашлевого рефлекса, дисфагией, повышенным слюноотделением.
Отёк лёгких в редких случаях также может осложнить течение злокачественного нейролептического синдрома и привести к смерти. Развитие отёка лёгких связывают с повышением давления в лёгочных капиллярах из-за гипертензии в малом круге кровообращения вследствие симпатической гиперактивности.
Причиной респираторного дистресс-синдрома служит ригидность мышц грудной клетки и/или рабдомиолиз, при этом возникают гиповентиляция, диспноэ, тяжёлая гипоксия.
К смертельно опасной сердечной патологии относят различные аритмии. Описаны случаи острого инфаркта миокарда и внезапной остановки сердца, а кроме того — обратимой кардиомиопатии, симулирующей клиническую картину инфаркта миокарда.
В особенности опасен ЗНС для больных с уже имеющейся сердечной патологией — в частности, вызванной побочным кардиотоксическим действием, которое присуще в различной мере всем препаратам класса антипсихотиков.
Редким осложнением ЗНС являются эпилептиформные припадки, обусловленные высокой лихорадкой. ДВС-синдром связывают с нарушением реологических свойств крови, обусловленным тяжёлыми сдвигами гомеостаза при злокачественном нейролептическом синдроме.
К существенным причинам смерти относятся инфекционные осложнения: колибациллярный фасциит вследствие глубоких пролежней, мочевые инфекции из-за катетеризации мочевого пузыря, сепсис.
Морфологические изменения головного мозга, возникающие по ходу ЗНС, представлены нейрональной дегенерацией, которая чаще обусловлена гиперпирексией, гипоксией и др., чем злокачественным нейролептическим синдромом как таковым. Вследствие данных нарушений у выживших пациентов могут оставаться когнитивные расстройства, деменция, паркинсонизм, дискинезия, атаксия.
К причинам смерти при ЗНС относят также рефрактерный ацидоз и полиорганную недостаточность.
Из всех осложнений ЗНС наибольший риск смертности характерен для генерализованной аллергической реакции, при которой могут развиваться инфекционно-септические осложнения, поражения внутренних органов (такие, как острая почечная недостаточность, отёк головного мозга, изъязвления слизистой желудочно-кишечного тракта, отёк сердца, почек, лёгких, серозный гепатит, острый гломерулит и др.). По данным, приводимым Б. Д. Цыганковым, смертность от этого осложнения составляет при стандартном лечении 83%, а при правильно организованной реанимационной терапии — 46%:27—28.
По сведениям различных авторов, общая частота смертельных исходов при ЗНС составляла до 1984 года от 25% до 30—40% или даже 70—76%, но в дальнейшем уровень смертности снизился и составляет в среднем 5—10%. Такое снижение показателей смертности связано с улучшением диагностики синдрома и своевременностью назначения лечения (в том числе своевременной отменой нейролептиков и применением новых, более эффективных методов лечения ЗНС):11.

## Диагностика
Злокачественный нейролептический синдром может быть представлен одним симптомом, комплексом симптомов или развёрнутой клинической картиной. Тяжесть симптоматики существенно различается у разных пациентов.
Так как клиника ЗНС крайне полиморфна, диагностика этого расстройства может быть трудной даже для опытных специалистов:18. Общепринятые чёткие диагностические критерии злокачественного нейролептического синдрома отсутствуют, различные авторы предлагают разные критерии диагностики:29. DSM-IV-TR даёт следующие диагностические критерии:
А. Мышечная ригидность и лихорадка, развившиеся на фоне нейролептической терапии.

В. Потливость, дисфагия, тремор, нарушение мочеиспускания, изменение сознания, мутизм, тахикардия, повышение или лабильность артериального давления, лейкоцитоз, повышение сывороточной КФК.
Симптомы групп А и В не должны быть вызваны другими причинами (С): неврологическими заболеваниями, приёмом других лекарств. А также — психозами с кататонической симптоматикой (D). Для постановки диагноза ЗНС необходимо наличие обоих признаков из группы А и хотя бы двух признаков из группы В при наличии условий С и D.
Диагноз ЗНС представляет собой «диагноз исключения»: его ставят после исключения другой патологии, которая может привести к аналогичной клинической картине. Для подтверждения этого заболевания, кроме тщательного клинического обследования и внимательного изучения анамнеза (в том числе семейного), необходимо провести следующие дополнительные исследования:
- общий анализ крови[10][16];
- анализ мочи[10];
- гемокультура[16];
- печёночные тесты[16];
- уровень мочевины и креатинина[16];
- уровень кальция и фосфора[16];
- уровень креатинфосфокиназы[16];
- миоглобин в моче[16];
- газовый состав артериальной крови[16];
- протромбиновое[16] и тромбопластиновое время[5]:31[16];
- токсикологический скрининг сыворотки и мочи[16];
- рентгеноскопия[10] и рентгенография грудной клетки[10][16];
- люмбальная пункция и исследование ликвора[16];
- методы прижизненной визуализации черепа[16];
- ЭЭГ[10][16].

### Дифференциальная диагностика
К заболеваниям и патологическим состояниям, с которыми нужно дифференцировать злокачественный нейролептический синдром, относятся:
- серотониновый синдром[16];
- злокачественная гипертермия[16];
- фебрильная (летальная) кататония[5]:159[16];
- аффективные расстройства с кататонической симптоматикой[13];
- антихолинергический синдром[5]:159
- психофармакологический делирий[17];
- тепловой удар[16];
- последствия от сдавления[18];
- последствия длительной иммобилизации[18];
- инфекционные заболевания (менингит, энцефалит, бешенство, столбняк, сепсис)[16];
- воспалительные респираторные заболевания[10];
- тяжёлая дистония[16];
- эпилептический статус[16];
- отравления[13][16] (амфетамин, антихолинергические средства, салицилаты, стрихнин, тяжёлые металлы, литий, фосфорорганические соединения[16], фенциклидин, ингибиторы моноаминоксидазы[13]);
- абстинентные состояния после отмены алкоголя, седативных препаратов, барбитуратов[16];
- аутоиммунные нарушения[16], в том числе аутоиммунный анти-NMDA-рецепторный энцефалит[19];
- сосудистые поражения ЦНС[10], в том числе инфаркт мозга[16];
- опухоли ЦНС[16];
- болезнь Паркинсона[18];
- гипертиреоз[18];
- тетания[18].

Наибольшие затруднения при дифференциальной диагностике ЗНС вызывают серотониновый синдром, злокачественная гипертермия, фебрильная (летальная) кататония:159 и антихолинергический синдром:159.
В особенности труден дифференциальный диагноз ЗНС и фебрильной кататонии, порой их даже считают одним заболеванием. Однако фебрильная кататония развивается вне связи с приёмом нейролептиков и начинается с возникновения колебаний настроения, аффективных нарушений, выраженного психотического возбуждения, в то время как начало ЗНС связано с антипсихотической терапией и характеризуется тяжёлой экстрапирамидной симптоматикой, включающей мышечную ригидность.
В связи с отсутствием при фебрильной кататонии экстрапирамидной мышечной ригидности, присущей злокачественному нейролептическому синдрому, у больных фебрильной кататонией обычно не наблюдается явлений рабдомиолиза. Поэтому нет миоглобинурии, а в сыворотке крови сравнительно редко повышается уровень креатинкиназы, что, наоборот, достаточно характерно для ЗНС.
J. Schrӧder и соавторы предлагают для дифференциации этих двух состояний оценивать реакцию на отмену нейролептиков: при ЗНС она вызывает положительные сдвиги, при фебрильной кататонии эффект минимальный, чаще наблюдается отрицательная динамика. J. Strawn и соавторы считают, что такие симптомы, как явления паркинсонизма, высокая температура и ступор, развившиеся после приёма лекарств, скорее всего свидетельствуют в пользу ЗНС, а не фебрильной кататонии.
В других источниках, преимущественно российских, упоминаются следующие различия фебрильной кататонии и ЗНС: 1) фебрильная кататония развивается чаще всего при первом (манифестном) приступе, для ЗНС обычно характерно наличие сравнительно длительного анамнеза с эпизодами обострений психического заболевания; 2) аргумент в пользу ЗНС — наличие в прошлом тех или иных проявлений побочного действия нейролептиков; 3) при фебрильной кататонии начало приступа характеризуется чрезвычайной остротой состояния, быстро развиваются онейроидное помрачение сознания и выраженные кататонические расстройства (кататоно-гебефренное импульсивное возбуждение) или ступор, а при ЗНС развитию фебрильного статуса и кататонии предшествует возникновение экстрапирамидных расстройств; 4) при ЗНС обычно имеет место гораздо более длительный, чем при фебрильной кататонии, дофебрильный период, а при фебрильной кататонии гипертермия возникает, как правило, почти сразу:161—162.
Отличия ЗНС от серотонинового синдрома: для ЗНС характерно сравнительно медленное начало, клинические его проявления обычно развёртываются в течение нескольких дней, в отличие от быстро развивающихся проявлений серотонинового синдрома (в 75% случаев симптомы серотонинового синдрома  манифестируют в течение 1 суток; впрочем, при патологии печени метаболизм серотонинергических препаратов замедляется, и в этих случаях серотониновый синдром также может развиться в течение нескольких дней после приёма нового препарата). К симптомам, специфичным для серотонинового синдрома, относятся желудочно-кишечные расстройства, расширенные зрачки. Характерные симптомы ЗНС — брадикинезия или акинезия, мышечная ригидность типа «свинцовой трубы». Сведения о принимавшихся медикаментах также позволяют отличить эти два синдрома друг от друга. Кроме того, в отличие от серотонинового синдрома, ЗНС редко связан с передозировкой лекарств и слабо дозозависим в рамках терапевтического стандарта. Стоит отметить, что при одновременном приёме нескольких лекарственных препаратов ЗНС и серотониновый синдром могут сочетаться, проявляясь смешанной клинической картиной:162—163.
При антихолинергическом синдроме, как и при ЗНС, наблюдаются гипертермия, нарушения сознания, тахикардия, но обычно эти проявления не столь тяжелы; отсутствуют такие присущие ЗНС симптомы, как потливость, бледность, слюнотечение, выраженная мышечная ригидность, брадирефлексия, повышение креатинфосфокиназы. С другой стороны, при ЗНС отсутствуют мидриаз и снижение секреции желёз, являющиеся постоянными признаками при антихолинергическом синдроме; нет сухости и покраснения кожи, сухости слизистой рта. Как и серотониновый синдром, антихолинергический синдром развивается в среднем гораздо быстрее, чем ЗНС, — в течение менее чем 12 часов после приёма препаратов, его вызвавших:164,172.
ЗНС имеет общие патофизиологические черты со злокачественной гипертермией; по своим клиническим проявлениям злокачественная гипертермия практически идентична ЗНС. Для проведения дифференциального диагноза необходимо прежде всего изучение истории болезни в отношении данных об анестезии. Другой важный момент диагностики злокачественной гипертермии — биопсия мышц с проведением кофеин-галотанового контрактурного теста:164.
Тщательное динамическое соматическое, неврологическое и лабораторное обследование позволяет дифференцировать ЗНС с воспалительными и неврологическими заболеваниями. На инфекционно-воспалительный генез лихорадочной реакции могут указывать, кроме изменений картины крови (лейкоцитоз с палочкоядерным сдвигом и положительный результат при посеве крови на стерильность), также изменения на рентгенограмме грудной клетки, быстрая нормализация температуры после назначения антибактериальной терапии. Для неврологических инфекционных заболеваний (вирусный энцефалит, менингит), сосудистых и «объёмных» поражений ЦНС характерно, в отличие от  ЗНС, выраженное усложнение очаговой неврологической симптоматики, а также преобладание общемозговых симптомов (сомнолентности, оглушения, сопора, комы, делириозных расстройств сознания), а не онейроида и кататонических расстройств. Помимо этого, при ЗНС не обнаруживается изменений в спинномозговой жидкости (за исключением незначительного повышения концентрации белка) и специфических изменений при М-ЭХО-исследовании и на компьютерной томографии головного мозга.

## Лечение
Важнейшее условие успешного лечения злокачественного нейролептического синдрома — его ранняя диагностика. Лечение должно проводиться в специализированном стационаре (палате интенсивной терапии, реанимационном отделении) и должно быть полным, вплоть до нормализации всех показателей и полного исчезновения симптоматики. Важна также помощь на догоспитальном этапе, включая симптоматическую терапию: применение препаратов, снимающих возбуждение (например, бензодиазепинов; применения мер физического стеснения при ЗНС лучше избегать, поскольку они могут усилить гипертермию, а также быстро привести к нарушению кровоснабжения тканей и трофическим нарушениям:32); внимание к состоянию дыхательных путей, функциям дыхания и кровообращения. В некоторых источниках отмечается, что при ЗНС все пациенты с нарушением психики должны получать тиамин, декстрозу (либо быстроусвояемую глюкозу) и налоксон:32.
Следует аккуратно вести медицинские записи относительно применяемых медикаментов. Если же это невозможно, то необходимо сохранять все упаковки лекарств, получаемых пациентом:32.
В специализированном стационаре первый и наиболее важный шаг в лечении — отмена всех нейролептиков или других медикаментов, явившихся причиной развития синдрома. Если ЗНС развивается как реакция на снижение дозы или отмену препаратов при лечении болезни Паркинсона, приём этих препаратов должен быть немедленно возобновлен и в дальнейшем должен сокращаться постепенно. Последующие лечебные мероприятия включают: а) симптоматическую терапию; б) лекарственное лечение; в) электросудорожную терапию (ЭСТ). Эти меры применяются раздельно или в комплексе в зависимости от характера и тяжести течения синдрома.
Необходима тщательная изоляция больных от контакта с нейролептиками, в том числе и от ингаляционного: установлено, что концентрация паров нейролептиков в воздухе общепсихиатрических отделений достаточна для поддержания и рецидивирования клиники ЗНС и для сведения на нет любых усилий по его излечению.
В ходе лечения необходимо стремиться к максимально ранней «насильственной» активизации пациентов с целью восстановления двигательных функций и навыков самообслуживания (меры, позволяющие предотвратить гибель больных от пролежней и лёгочных осложнений).

### Поддерживающая (симптоматическая) терапия
Направлена на коррекцию патологических сдвигов гомеостаза, на борьбу с наиболее выраженными симптомами ЗНС и на профилактику его возможных осложнений:33. Включает в себя:
- гидратацию[16]
- снижение температуры[16]
- предупреждение возможных осложнений[12]
- полноценное питание[16]

Во многих случаях отмена антипсихотиков и адекватная симптоматическая терапия приводит к редукции симптомов ЗНС.
При состоянии обезвоживания, наблюдающегося у большинства пациентов, следует проводить активную регидратацию организма: восполнение объёма циркулирующей жидкости и ионного состава плазмы массивным внутривенным введением соответствующих растворов:33. Объём внутривенно вводимой жидкости в зависимости от степени обезвоживания может варьировать от 2,5 до 6 л в сутки. Вначале для восполнения объёма циркулирующей крови и улучшения её реологических свойств используют белковые и плазмозаменяющие растворы (сухой и свежезамороженной плазмы, альбумина, а также растворов полиглюкина и реополиглюкина). Наряду с этим вводят гемодез, обладающий наиболее сильным детоксикационным действием. Дальнейшую коррекцию водно-электролитного баланса проводят с помощью вливаний солевых растворов, 5% раствора глюкозы, хлорида калия.
Внутривенные вливания полезны также для нормализации артериального давления — в частности, внутривенное капельное введение нитропруссида натрия. Кроме того, нитропруссид, являясь дилататором периферических сосудов, улучшает состояние больного, усиливает теплоотдачу и уменьшает лихорадку. Полезна и краткосрочная терапия антигипертензивными средствами, например нифедипином.
По возможности следует обеспечить мониторинг работы сердца. Для поддержания функции сердечно-сосудистой системы применяются кордиамин или сульфокамфокаин внутримышечно или внутривенно, строфантин или коргликон внутривенно медленно; может применяться пропранолол. С целью устранения метаболических нарушений в миокарде показан лактат натрия внутривенно капельно:35.
В случае возникновения симптомов, свидетельствующих об отёке мозга (сильная головная боль, тошнота, рвота, менингеальные знаки, нарушения глазодвигательной иннервации, прежде всего смена мидриаза миозом и вялая реакция зрачков на свет, вестибулярные нарушения с нистагмом, судорожные припадки) рекомендуется назначение диуретиков (фуросемид внутримышечно, маннитол внутривенно), гипертонических растворов глюкозы, кортикостероидов (преднизолон, дексаметазон). Другие авторы, впрочем, рекомендуют использовать диуретики (мочевина и маннитол) и гипертонические растворы глюкозы для профилактики отёка мозга, а при развившемся отёке мозга — кортикостероиды и оксибутират натрия:35—36.
Для купирования экстрапирамидных проявлений злокачественного нейролептического синдрома должны применяться нейролептические корректоры (циклодол, акинетон) и ноотропы, а также метод форсированного диуреза. Последний показан в первые 3—5 дней фебрильного периода, но только в случае, если отсутствуют признаки почечной недостаточности, и должен осуществляться с помощью одновременного создания водной нагрузки (раствор глюкозы с инсулином) и введения средств, повышающих диурез (эуфиллин, лазикс):34.
Меры по предупреждению пневмонии должны включать в себя назначение антибиотиков широкого спектра действия и бронхолитиков, частую смену положения тела, вибрационный и баночный массаж.
При появлении признаков рабдомиолиза необходимо, в связи с опасностью развития почечной недостаточности, усилить гидратацию и добиваться ощелачивания мочи путём внутривенного введения раствора гидрокарбоната натрия. Следить за диурезом помогает установка постоянного мочевого катетера. Своевременная катетеризация мочевого пузыря — также важный аспект профилактики гнойно-септических и трофических осложнений ЗНС: она позволяет снизить риск образования трофических поражений кожи (пролежней).
При развившейся почечной недостаточности показан гемодиализ, который, впрочем, неэффективен для элиминации нейролептиков, так как они тесно связаны с белками крови.
В качестве детоксикационной терапии, направленной на ускоренное выведение из организма нейролептиков, могут применяться форсированный диурез, форсированная лимфогенная детоксикация, плазмаферез, который, кроме того, обладает антипсихотическим эффектом и непосредственно влияет на симптоматику ЗНС, уменьшая её выраженность и продолжительность:36—37.
Очень большое значение имеют меры по борьбе с лихорадкой, поскольку гипертермия ведет к гиперметаболизму и полиорганной недостаточности. Снижению температуры способствуют физические методы (холодные обёртывания, обкладывание льдом областей крупных сосудов, охлаждение испарением) и применение жаропонижающих средств. Существует точка зрения, что теплообразование при ЗНС связано исключительно с мышечной ригидностью и не поддается коррекции обычными фармакологическими средствами, поэтому в целях борьбы с лихорадкой следует использовать медикаменты для снятия мышечной ригидности.
Для повышения периферической вазодилатации, которая усиливает теплоотдачу, показан массаж.
Чрезвычайно важную роль должно играть предупреждение аспирации: мышечная ригидность при ЗНС может быть причиной утраты рвотного и кашлевого рефлексов. Необходимо чаще проверять наличие рефлексов, проводить парентеральное питание, обеспечивать положение пациента в постели, препятствующее аспирации. При торакальной или пищеводной дистонии в связи с опасностью аспирации медикаменты не должны применяться перорально — их нужно вводить парентерально или через назогастральный зонд.
В отдельных случаях для защиты дыхательных путей может применяться интубация трахеи, а иногда для борьбы с гипоксией — искусственная вентиляция лёгких. Между тем порой утверждается (Б. Д. Цыганков), что использование искусственной вентиляции лёгких при тяжёлой лёгочной недостаточности неэффективно. Б. Д. Цыганков рекомендует применение для борьбы с гипоксией увлажнённой кислородной смеси, подаваемой через носовой катетер, маску или микротрахеостому, при отёке лёгких — применение внутривенно больших доз преднизолона и глюконата кальция, а также раствора глюкозы, при бронхоспазме — эуфиллин внутривенно, эфедрин, кофеин, папаверин подкожно:37.
Для профилактики глубоких тромбозов и лёгочной эмболии используют подкожное введение гепарина или малые дозы ловенокса, с этой же целью можно применять специальные эластичные противотромботические чулки.
С первых дней после начала ЗНС нужно проводить профилактику кожных трофических нарушений: частая, не реже 6—8 раз в сутки, смена положения тела, вибромассаж и тщательная обработка кожи:38. Физиотерапию грудной клетки, некоторые двигательные упражнения, частое переворачивание или изменение позы пациента следует также применять для облегчения его обездвиженности и мышечной ригидности.
Своевременная катетеризация и регулярное промывание мочевого пузыря позволяют предотвратить гнойно-септические осложнения, исключая возможность мацерации и инфицирования трофических поражений кожи:38.
Для борьбы с психомоторным возбуждением, седации и восстановления сна могут применяться транквилизаторы (диазепам, феназепам, мидазолам) или анестетики (гексобарбитал, пропофол). Диазепам можно использовать также для коррекции вегетативных нарушений:38.
Пристальное внимание следует обращать на питание больных: большинство пациентов не могут самостоятельно есть из-за нарушений психики или мышечной ригидности со спазмом пищевода; кроме того, при ЗНС больные теряют много энергии в связи с лихорадкой и длительной мышечной ригидностью. Хорошее питание позволяет минимизировать рабдомиолиз и другие тканевые повреждения. Для парентерального питания могут применяться растворы глюкозы и декстрозы, аминокислотные смеси и жировые эмульсии (аминосол, аминостерил, липофундин); также может проводиться энтеральное питание высококалорийными смесями через зонд. Б. Д. Цыганков рекомендует для парентерального питания внутривенное введение растворов глюкозы с инсулином, раствора фруктозы, раствора сорбита и чередовать эти растворы с жировыми эмульсиями (липофизан или липофундин), дающими наибольший энергетический эффект. Для стимуляции анаболических процессов могут применяться нероболил и ретаболил:39.
В случаях тотальной ригидности мышц с угрожающей жизни гипертермией спасти пациента могут наркоз и общая миорелаксация.
При ЗНС возможно развитие кетоацидоза у пациентов, страдающих диабетом. Комплекс поддерживающих мероприятий при злокачественном нейролептическом синдроме должен включать в себя учёт всех сопутствующих заболеваний и их терапию:39.
Описанные меры комплексного поддерживающего лечения ЗНС являются лишь принципиальной схемой; в каждом случае объём, последовательность и интенсивность терапевтических мер должны быть строго индивидуальными и зависеть от динамики лабораторных показателей и ряда клинических факторов. Необходимы консультации специалистов: невролога (в случае, если диагноз ЗНС под вопросом), нефролога (при угрозе почечной недостаточности вследствие рабдомиолиза), психиатра (для решения вопроса о терапии психического заболевания, предшествовавшего ЗНС):39.

### Лекарственное (специфическое) лечение
Прежде чем начинать патогенетическую фармакотерапию ЗНС, важно правильно оценить её риск и пользу, и торопиться при этом не следует. С другой стороны, специфическое медикаментозное лечение злокачественного нейролептического синдрома обычно эффективно на протяжении первых нескольких дней заболевания, и маловероятно увидеть отсроченный результат. Обычно решение о назначении специфической фармакотерапии принимается в течение 3 дней. Если симптоматика ЗНС утяжеляется, медикаментозное лечение не следует откладывать.
Фармакотерапевтические рекомендации при ЗНС основаны лишь на неконтролируемых про- и ретроспективных исследованиях, а также на описаниях отдельных случаев заболевания — поэтому сведения об эффективности медикаментозного лечения данного расстройства могут быть иллюзорными. Тем не менее, обширный обзор литературы, проведенный P. Sakkas и соавт., показывает, что такие препараты, как бромокриптин, амантадин и дантролен, наиболее эффективны при терапии синдрома. Другие исследователи отмечают, что применение указанных средств почти вдвое снижает летальность от ЗНС и сокращает сроки течения заболевания. Однако в некоторых источниках подвергается сомнению эффективность бромокриптина и дантролена. В целом данные об эффективности бромокриптина при ЗНС противоречивы; есть исследования, показавшие его неэффективность:41.
Бромокриптин устраняет центральную дофаминовую блокаду, способствует устранению гипертермии и вызывает миорелаксацию, нормализует кровяное давление. Назначается перорально или через назогастральный зонд. Действие амантадина при ЗНС сходно с действием бромокриптина. Полезно также применение мышечных релаксантов (дантролен):41—42, которые моделируют сокращаемость скелетной мускулатуры как посредством воздействия на нервно-мышечные соединения, так и прямо активируя сами мышцы, что ведёт к понижению метаболизма и теплопродукции в мышцах и уменьшению гипертермии. На Западе из группы данных препаратов обычно используют дантролен-натрий (в России этот препарат не зарегистрирован). Лечение дантроленом показано лишь в тех случаях ЗНС, которые сопровождаются выраженной ригидностью, высокой лихорадкой и, как следствие, гиперметаболизмом.
Дантролен (внутривенно) и бромокриптин могут использоваться в комбинации без нежелательных специфических эффектов, совместное применение дантролена и бромокриптина заметно сокращает длительность клинических проявлений ЗНС. Такая комбинация рекомендуется для лечения особенно тяжёлых, длительных или резистентных к терапии случаев ЗНС.
Когда симптоматика начнёт ослабляться, дантролен следует отменить, а применение бромокриптина — продолжить. Длительность комбинированного лечения должна составлять по крайней мере 10 дней при ЗНС, вызванном оральными нейролептиками, и 2—3 недели при ЗНС, вызванном триггерными парентеральными препаратами, особенно пролонгированными:45.
У некоторой небольшой части пациентов, не отвечающих на вышеописанную терапию, показано применение бензодиазепинов, в особенности при выраженной мышечной ригидности и тяжёлой кататонии. Чаще всего используются диазепам и лоразепам внутривенно. Высказывается мнение, что бензодиазепины могут напрямую повышать дофаминергическую активность, оказывая центральное миорелаксирующее действие  и приводя к снижению температуры, а также что эти препараты лучше других лекарств предотвращают смертельные исходы и должны быть обязательно включены в терапию ЗНС. Однако некоторые авторы считают применение бензодиазепинов при ЗНС спорным и утверждают, что они больше показаны при возбуждении и бессоннице, чем как релаксанты. Иногда препараты этой группы даже относят к агентам, потенциально опасным в смысле развития ЗНС, то есть играющим определённую триггерную роль в его развитии:45.
Леводопа+карбидопа эффективна для борьбы с лихорадкой при злокачественном нейролептическом синдроме.
Иногда в лечении ЗНС используют также барбитураты, верапамил, кураре.
У пациентов с дефицитом железа целесообразно назначение препаратов железа в качестве составной части стандартной терапии ЗНС, так как дефицит железа в организме способствует развитию тяжёлых двигательных нарушений, в том числе и данного синдрома.
Применение дробных доз метилпреднизолона в комбинации с дантроленом, леводопой, бромокриптином и другой симптоматической терапией сокращает длительность ЗНС-подобного синдрома у пациентов с болезнью Паркинсона.

### Электросудорожная терапия (ЭСТ)
Применяется в тяжёлых, резистентных к медикаментозному лечению случаях. Особенно показана при высокой температуре, нарушении сознания и обильном потоотделении, а также при выраженной кататонической симптоматике. Улучшение обычно наступает после нескольких сеансов (от 6 до 10). Прежде проведения ЭСТ необходима коррекция основных параметров гомеостаза и гемодинамики.
Применение ЭСТ приводит к более быстрому купированию осложнения, сокращает длительность его течения. При этом эффективность терапии в первую очередь зависит от исходной тяжести состояния пациента и, главным образом, от глубины изменённого сознания. В тех случаях, когда в состоянии пациента доминируют иллюзорно-фантастические и онейроидно-кататонические расстройства, эффективность ЭСТ бывает высокой. Если же в статусе больных преобладают аментивные расстройства на фоне выраженных изменений в гомеостазе, оглушение, сопор или кома, ЭСТ оказывается малоэффективной и может приводить к ухудшению состояния больных.
По мнению некоторых авторов, ЭСТ эффективна даже на поздних этапах течения злокачественного нейролептического синдрома. Некоторые авторы предлагают начинать ЭСТ на раннем этапе — после 48 часов медикаментозной терапии при отсутствии положительной динамики:47.
Кроме того, использование ЭСТ рекомендуется перед возобновлением нейролептической терапии основной психопатологии в качестве метода профилактики рецидива ЗНС.

## Профилактика ЗНС после перенесенного эпизода
Если психические расстройства, по поводу которых проводилась нейролептическая терапия, требуют её возобновления после перенесенного эпизода ЗНС, повторное лечение антипсихотиками должно проводиться только при полном исчезновении всех симптомов осложнения. Исследователи рекомендуют перед возобновлением приёма антипсихотиков после полного исчезновения симптомов выдержать период от 6 недель до 5 дней (это зависит, в частности, от того, перорально вводились прежде нейролептики или парентерально). Рекомендуют заручиться согласием пациентов и их родственников перед повторной терапией нейролептиками, следует подробно обсудить с пациентами и их родственниками все преимущества и недостатки подобного решения. Пациентов, а также их родственников следует информировать о риске рецидива ЗНС и средствах его профилактики, снабдив их письменными инструкциями:48.
Возобновление терапии должно проходить под строжайшим клиническим наблюдением для предотвращения рецидива злокачественного нейролептического синдрома.
Повторное применение антипсихотиков в тех же параметрах, что и до развития осложнения, ведет к его рецидиву в 30—80% случаев. Поэтому для пробы следует выбрать малую дозу низкопотентного нейролептика другого химического класса, нежели тот, что вызвал ЗНС. Наращивать дозу антипсихотика до терапевтически эффективного уровня нужно постепенно и медленно. Рекомендуется использование атипичных антипсихотиков, хотя подчеркивается возможность развития данного осложнения и от них. Для снятия возбуждения в период возобновления терапии советуют использовать бензодиазепины.
Для предупреждения рецидива ЗНС рекомендуют также адекватную гидратацию, хорошее питание и физические упражнения. Советуют устранить по возможности факторы риска развития синдрома, в частности дегидратацию и возбуждение.
При соблюдении этих условий риск рецидива осложнения сокращается до 10—13%.
Во время терапии нейролептиком необходимо контролировать состояние жизненно важных функций, уровень лейкоцитов и креатинфосфокиназы, чтобы как можно раньше распознать возможный рецидив.
При лечении маниакальных состояний в рамках биполярного расстройства, шизоаффективных и шизофреноформных расстройств у пациентов, перенёсших ЗНС, следует использовать не антипсихотики, а препараты лития, вальпроат натрия или карбамазепин. При психотических маниакальных эпизодах сочетание низких дозировок нейролептиков с литием может быть не менее эффективным, чем высокие дозировки антипсихотического препарата.